# Hylaeus niloticus
Hylaeus niloticus là một loài Hymenoptera trong họ Colletidae. Loài này được Warncke mô tả khoa học năm 1970.